# Ni Dieu ni Maître (journal)
Pour les articles homonymes, voir Ni Dieu ni maître.
Ni Dieu ni Maître est le titre d'un journal fondé en 1880 par le socialiste révolutionnaire Auguste Blanqui qu'il dirige jusqu'à sa mort le 1er janvier 1881,,,,.
Émile Eudes, Ernest Granger, Louis-Auguste Rogeard et Édouard Vaillant ont collaboré à sa rédaction.
Un journal homonyme, Ni Dieu ni maître, est publié en Belgique en 1885-1886
L'expression est devenue la devise du mouvement anarchiste,, et dans une moindre mesure d'autres composantes du mouvement ouvrier.

## Histoire
Le premier numéro de Ni Dieu ni maître est daté du 20 novembre 1880,,. Il paraît chaque jour jusqu'au 13 décembre inclus (no 24). À compter du 19 décembre (no 25), sa parution devient hebdomadaire. Blanqui meurt le 1er janvier 1881 mais la parution du journal se poursuit jusqu'au 6 novembre inclus (no 71),. Après une interruption d'un an, elle reprend le 5 novembre 1882 (no 72) et devient annuelle. Trois derniers numéros paraissent : le 4 novembre 1883 (no 72), le 2 novembre 1884 (no 72 ter) puis le 1er novembre 1885 (no 72 quater).

### Critiques
En 1888, le journal catholique La Croix écrit : « Le journal Ni Dieu ni maître inspirait un profond dégoût ; il n'avait pas un mois d'âge que le doyen des révolutionnaires, Blanqui, étant venu à la salle Ragache prononcer un violent discours contre Dieu et la société, demanda le drapeau rouge et le sang d'autrui. En sortant, il fut pris de paralysie et mourut presque subitement. […] Le journal Ni Dieu ni maître fut enterré avec le patron qui avait échappé tant de fois à la peine de mort, pour être frappé sans doute plus directement par la main de Dieu après un dernier avertissement ».

## Anthologie
- Auguste Blanqui, Ni Dieu ni maître, Anthologie, Éditions Aden, 2009,  (ISBN 9782930402772), présentation éditeur.